# يهودا كيل
يهودا كيل (بالعبرية: יהודה קיל‏) هو محاسب قانوني معتمد روسي، ولد في 1916 في سانت بطرسبرغ في روسيا، وتوفي في 16 يونيو 2011 في القدس في إسرائيل.